# Näthat

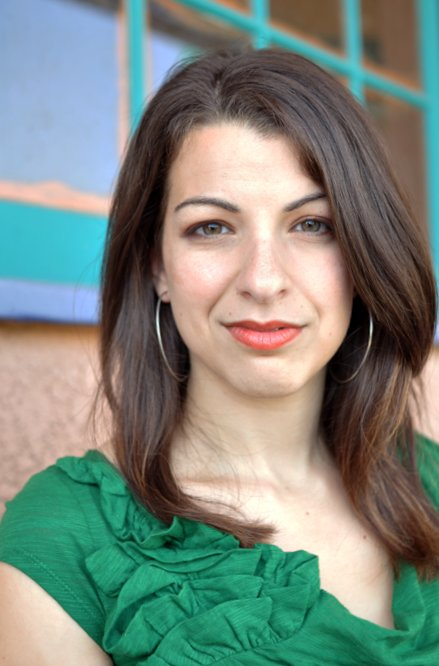
Spelrecensenten Anita Sarkeesian tillhör dem som blivit utsatta för grovt näthat, i en serie händelser som kommit att kallas "gamergate".

Näthat är ett samlingsbegrepp för hot, trakasserier, kränkningar, förolämpningar eller nätmobbning mot en individ, eller hets mot folkgrupp, som sker över internet. Jämfört med övriga former av olaga hot, ofredande, förtal, stämpling och brott mot personuppgiftslagen har näthat ofta en snabbare spridning. Ofta handlar det om hatiska kommentarer på sociala medier och spridande av integritetskränkande fotografier och personuppgifter. Näthat kan dock vara kränkande utan att vara olagligt.
Till skillnad från nätmobbning där offer och förövare har mer regelbunden kontakt handlar näthat om oönskat agerande "utanför den kontinuerliga eller vardagliga sociala gruppen eller kontexten".
Näthatare använder ofta pejorativ för att förolämpa grupper och individer, och har därför likheter med men ska inte sammanblandas med internettroll, vars agenda är att provocera fram en konflikt på ett nätforum snarare än att förolämpa en person eller grupp.

## Former
Vanliga exempel på näthat riktat mot grupper är sexistiska, rasistiska, antisemitiska och islamfientliga kommentarer. Höger- och vänsterextrem såväl som religiöst motiverad hatretorik, med konspirationsteorier om specifika grupper, är en viktig komponent inom våldsbejakande extremism.
Näthatare som sprider vidare uppgifter om misstänkta gärningsmän, offer eller efterlysningar av försvunna kan skada oskyldiga och göra så att felaktiga uppgifter tas som sanna eftersom läsaren inte känner till hela historien. Att som journalist göra detta kan vara oförenligt med pressetiska regler.

### Hatsajter
Hatsajt kallas ibland ett webbforum, en blogg eller en nättidning som underblåser hat och missaktning mot olika grupper av samhället, och fungerar som en hatgrupp på nätet. Det är en sajt som inte följer pressetiska regler eller inte modererar bort näthat från inlägg. Andra namn som förekommer på liknande webbplatser är alternativa medier, populistiska sajter, kontroversiella sajter, extremsajter och trollfabriker. Sådana webbplatser betecknar ibland sig själva som politiskt inkorrekta, det vill säga de bryr sig inte om rådande normer för vad som är förolämpningar av personer och utsatta grupper utifrån exempelvis etnicitet, religion, kön eller sexuell läggning. Webbplatserna säger sig verka för yttrandefrihet, men kritiseras för att motverka yttrandefrihet genom att tillåta näthat mot meningsmotståndare. Baserat på onlinetjänsten Web of Trust (mywot.com) finns det webbläsartillägg som indikerar omdömen för olika webbplatsers trovärdighet och rykte, bland annat vad gäller förekomsten av hat och diskriminering. 
Kritiker mot begreppet hatsajt menar att begreppet används för att stigmatisera och demonisera inte bara de som skriver hatiska kommentarer, utan även för att undertrycka en debatt om sakfrågor genom att skapa en åsiktskorridor.[källa behövs] Det kan inte heller uteslutas att enskilda individer som uttrycker sig ofördelaktigt lyfts fram som om de var representativa för en hel grupp.
Svensk media hänvisar ibland till den kategorisering och granskning av svenskspråkiga sajter som görs bland annat av den antifascistiska tidskriften Expo kring främlingsfientliga hatsajter.

## Vanliga argumentationsfel
En rad argumentationsfel är vanliga både bland nättroll och näthatare:
- Ad hominem – Personangrepp, att inte skilja på sak och person utan till exempel att kalla sin motståndare för extremist, lögnare eller psykiskt instabil, eller angripa personens grupptillhörighet (kön, etnicitet, ålder, socialgrupp, sexuella läggning), istället för att bemöta sakfrågan.
  - Associationsskuld – personangrepp där motparten kopplas samman med en klandervärd person eller organisation, ofta genom vädjan till känslor, antyda att motpartens åsikter även i andra frågor är klandervärda
  - Tu quoque-argument – Att framställa motparten som en hycklare. Exempel är Whataboutism – när kritik mot den egna ideologin avfärdas genom att säga men ni då och jämföra med något klandervärt som någon som anammar motpartens ideologi har gjort.
- Halmgubbe – att tillskriva motparten åsikter man själv formulerat.
- Anekdotisk bevisföring – generalisering (induktionsbevis) utifrån enstaka exempel på händelser, ofta självupplevda eller som uppmärksammats i media, istället för utifrån statistik från ett representativt stickprov
  - Gish-galopp – Argumentering genom att lägga fram en överväldigande mängd, var för sig svaga, "bevis" eller indicium för den egna tesen och på så sätt tvinga motparten till en lång och mödosam motbevisning som blir närmast omöjlig i till exempel en muntlig debatt eller ett begränsat utrymme på internet. Efter den amerikanska kreationisten Duane Gish(en) som var känd för detta knep.
- Sammanblandning av korrelation med kausalitet (orsakssamband)

## Orsaker
Näthat har flera orsaker, såsom att elaka kommentarer ger mer uppmärksamhet än trevliga, något som är enklare när mottagaren inte befinner sig i fysisk närhet med avsändaren.
En möjlig orsak till ett hårt debatt- och samtalsklimat är att politiker, debattörer och opinionsbildare i massmedium med stor räckvidd använder hårda ord och därmed flyttar fram gränserna för vad som accepteras.
En forskare som, i del av sin forskning, deltog i hatgrupper berättade för Johan Hakelius att gruppmedlemmar ovillkorligen omslöts av acceptans och kärlek bara de hatade rätt saker.

## Strategier mot näthat
Några av de vanligaste strategierna som organisationer och individer använder för att bemöta på näthat är:
- Policys och krishanteringsdokument
- Blockera och radera
- Moderator
- Svar på tal
- Tystnad[5]

Flera organisationer, inklusive lärare och polisen, har dock efterfrågat mer utbildning i att bemöta näthat. Bland dem som uppmärksammats för sitt arbete mot näthat finns Linnéa Claeson med sitt Instagramkonto Assholesonline "där hon lyfter och bemöter kränkningar med humor som vapen, gjort sig en stark röst i den offentliga debatten". En annan är Facebookgruppen #jagärhär, som startades av Mina Dennert.

## Storbritannien
I Storbritannien är det vanligt att så kallade "haters" (näthatare) attackerar tribut-sidor till unga döda på Facebook och Youtube, alternativt gör egna hånfulla sidor. I BBCs program Jakten på näthatarna från 2012, förs idén fram att det bör gå att göra officiella tribut-sidor på Facebook. Två näthatare har i Storbritannien dömts enligt en ganska ny[när?] lag som ska hindra näthatet, som kan ge upp till 6 månaders fängelse.[källa behövs]

## Sverige

### Historisk bakgrund
Ända sedan den fria pressen på 1760-talet har debattörer riktat personangrepp mot varandra samt smädat och förnedrat varandra, vilket kan jämföras med senare tids grova ord och påhopp samt chocken inför ett nytt av staten okontrollerat medie.
När Gustav III i praktiken avskaffade tryckfriheten 1774 motiverade han det med att han ville stävja dess avarter som personangrepp och ärekränkande publiceringar. I själva verket skärptes straffet för kritik mot bland annat grundlagarna och kungaförsäkran. Även offentlighetsprincipen och anonymitetsrätten begränsades kraftigt.
Historiker har lyft fram hur påfallande lik senare argumentationen för inskränkningar är de argumenten som fördes fram inför inskränkningarna av Gustav III 1774 och Karl XIII 1812. Historiker har även understrukit vikten av ett vidgat samtal där fler människor får tillträde till ett offentligt samtal och att all vidgning av det offentliga samtalet i grunden är god och att andra åsikter och nya perspektiv då kan framföras.

### Lagstiftning
Vissa former av näthat utgör brott i Sverige, exempelvis olaga hot, ofredande, förolämpning, förtal (ärekränkning), stämpling och brott mot personuppgiftslagen. I Sverige ser lagen särskilt allvarligt på näthat som utgör hatbrott, det vill säga brott som motiveras av rasism, eller handlar om sexuell läggning eller religionsförföljelse. I Sverige finns ingen särskild lagstiftning för näthat, utan nätbrottslighet regleras av samma lagar som för samhället i övrigt.
Saklig personkritik och religionskritik, liksom satir och karikatyrer, beskrivs ibland som näthat men skyddas i många fall av yttrandefriheten. I Sverige diskuterade Yttrandefrihetskommittén 2008 till 2010 om tryck- och yttrandefriheten skulle göras teknikneutral, det vill säga att ge allmänheten samma grundlagsskyddade yttrandefrihet på nätet som massmedieföretag, författare och konstnärer har i traditionella medier, men drog slutsatsen att det inte var möjligt. Planer finns på att ytterligare ändra lagstiftningen gällande vilka former av näthat som utgör brott mot yttrandefriheten.
I en intervju 2016 ansåg Nils Funcke att samhället inte nyttjade de lagar som redan stod till förfogande för att stävja näthat: Förtal, förolämpning, ofredande, lagen om elektroniska anslagstavlor, sekretessbestämmelser och så vidare. Funcke påpekade att endast 4% av de anmälda hot- och hatbrott som kom till polisen ledde till att en förundersökning inleddes och att förslag på ytterligare inskränkningar i yttrandefriheten därför var populistiska.

### Avslöjade identiteter
I december 2013 lyckades frilansnätverket Researchgruppen komma över en lista med e-postadresser för 6 200 anonyma identiteter som brukar skriva näthat riktat mot invandrare på webbplatserna Avpixlat, Fria tider och Exponerat. Dessa webbplatser brukar betecknas som invandringsfientliga hatsajter. Flera hundra av personerna identifierades, varav många politiker, och många namnpublicerades av tidningen Expressen som följdes av flera tidningar.

### Incidenter

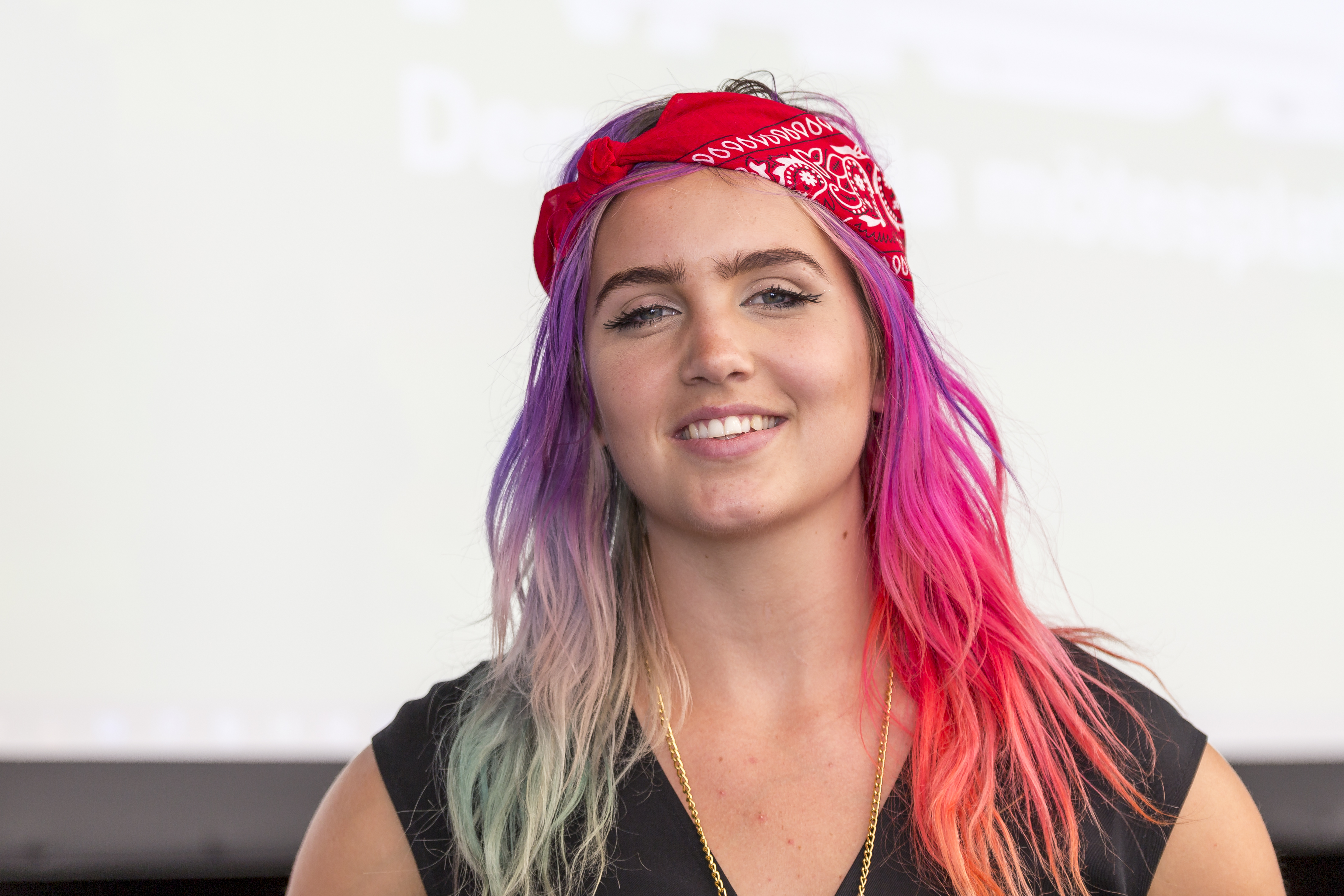
Linnéa Claeson som driver ett Instagramkonto där hon tar strid mot näthatare.

Ett känt fall av näthat är en diskussion på internetforumet Flashback forum som handlade om ett självmord, där kommentarerna ibland var 'gör det'.
Handbollsspelaren Linnéa Claeson använder Instagramkontot Assholes Online för att presentera näthatares beteende och ge svar på tal, och har fått flera priser för sitt arbete. 2018 fälldes en av Claesons näthatare i domstol till skyddstillsyn.
2018 genomförde elever i Huddinge en enkät om näthat som resulterade i broschyren Är det bara unga som hatar?, efter att de publicerat debattartiklar om näthat och bland annat fått utstå hat från vuxna. Eleverna och deras lärare fick Surfa lugnt-priset samma år.

### Utbredning
En undersökning från Internetstiftelsen visade 2021 att 4 procent av de svenska internetanvändarna hade utsatts för näthat under det gångna året. Siffran har legat på ungefär samma nivå under flera år. Två grupper var mer drabbade än andra, de som går på högstadiet och gymnasiet samt de som har en funktionsvariation. Bland dessa två grupper hade runt var tionde blivit utsatt för näthat och kränkningar på nätet. Av de som hade drabbats av näthat upplevde nära hälften näthatet det som allvarligt, varav 13 procent upplevde det som mycket allvarligt. Bland de som utsatts för näthat uppgav mer än hälften att det hade varit kopplat till personliga eller politiska åsikter. Denna typ av näthat är den vanligaste formen av påhopp som de svenska internetanvändarna utsätts för på nätet.
Oro för näthat kan ha konsekvensen att internetanvändare undviker att uttrycka sina åsikter och självcensurerar sig. En undersökning visade år 2022 att 21 procent av de svenska internetanvändarna avstått från att dela sin politiska åsikt på internet under det senaste året för att undvika hård kritik, hat och hot.